# 103-й танково-истребительный полк СС (1-й румынский)
103-й танково-истребительный полк СС (1-й румынский) (нем. Waffen-Grenadier Regiment der SS (rumänisches Nr. 1)) — соединение войск СС, сформированное на основе одной из частей румынской армии.

## История
Осенью 1944 года на полигоне Доллерсхайм в Австрии было начато формирование румынской дивизии СС на основе 4-й румынской пехотной дивизии. К началу 1945 года было сформировано два полка — один истребителей танков (1-й румынский) и один гренадерский (2-й румынский). Кадры из третьего полка были позже использованы как запасной состав для первых двух. В марте 1945 года 1-й полк был отправлен на Померанский участок фронта в подчинение группе армий «Висла». Позже полк вошёл в состав дивизии СС «Шведт» и участвовал в боях под Шведтом. В конце марта полк был отведён с передовой для отдыха. 13 апреля 1945 года полк вошёл в состав запасной бригады 3-го танкового корпуса СС и получил № 103. В последние дни войны полк был передан в состав 547-й народно-гренадерской дивизии, вместе с которой сдался советским войскам. По другой версии, 103-й полк был полностью уничтожен уже 16 апреля 1945 года.

## Командиры полка
- Оберштурмбаннфюрер СС Густав Вегнер.